# Poyatos
Poyatos é um município da Espanha na província de Cuenca, comunidade autónoma de Castilla-La Mancha, de área  km² com população de 123 habitantes (2007) e densidade populacional de 2,38 hab/km².

## Demografia
| Variação demográfica do município entre 1991 e 2004 | Variação demográfica do município entre 1991 e 2004 | Variação demográfica do município entre 1991 e 2004 | Variação demográfica do município entre 1991 e 2004 |
| --------------------------------------------------- | --------------------------------------------------- | --------------------------------------------------- | --------------------------------------------------- |
| 1991                                                | 1996                                                | 2001                                                | 2004                                                |
| 128                                                 | 119                                                 | 103                                                 | 105                                                 |